# Augstalm
Die Augstalm ist eine weite Alm in der Gemeinde Altaussee im österreichischen Bundesland Steiermark. Die Alm liegt in der Südflanke des Losers, im Südwesten des Toten Gebirges, in einer Seehöhe von 1400 m ü. A.. Die Alm ist im Besitz der Österreichischen Bundesforste. Mehrere Bauern besitzen die Servituts-Weiderechte und treiben Mutterkühe und Galtvieh auf. Auf der Alm befinden sich viele Almhütten, die über die Loser-Panoramastraße erreichbar sind.

## Wanderwege
Die Augstalm liegt am Nordalpenweg 01, am Europäischen Fernwanderweg E4 und am Violetten Weg der Via Alpina.